# Catherine Murphy (kunstenaar)
Catherine Murphy (Cambridge (Massachusetts), 1946), is een Amerikaanse realistische schilder. Haar carrière begon in 1971 toen werk van haar werd geëxposeerd bij de jaarlijkse tentoonstelling van schilder- en beeldhouwkunst in het Whitney Museum of American Art. Zij ontving twee keer een subsidie van de Amerikaanse National Endowment of the Arts, namelijk in 1979 en 1989. Zij ontving diverse prijzen en onderscheidingen voor haar werk, waaronder in 1982 een Guggenheim Fellowship en in 2013 de Robert De Niro, Sr. prijs. Zij was gedurende 22 jaar verbonden aan de Yale-universiteit en is ook bijzonder hoogleraar aan de Rutgers-universiteit. Murphy woont en werkt in Poughkeepsie.

## Biografie
Zij groeide op in Lexington maar had daar weinig mogelijkheden om in contact met kunst te komen. Niettemin wilde zij van jongs af aan kunstenaar worden. Zij bezocht voor het eerst een kunstmuseum toen zij op de highschool zat. Murphy studeerde aan de Skowhegan School of Painting and Sculpture in Maine en behaalde in 1967 een bachelor of fine arts bij het Pratt Institute. Later, in 2006, kreeg zij een eredoctoraat bij dit instituut.

## Werk
Murphy maakt haar tekeningen en schilderijen alleen door directe observatie. Haar werk bestaat uit zeer gedetailleerde afbeeldingen van mensen, objecten en ruimtes. Zij gebruikt natuurlijk licht en bouwt de compositie van haar werk zorgvuldig op. Haar schilderijen zijn vaak op een grotere schaal afgebeeld dan in de werkelijkheid. Murphy kan er meerdere jaren over doen om een schilderij af te maken. Zij zegt zelf over haar werk dat ze probeert om de "dingen te vertragen". Haar schilderijen gaan dan ook niet over een enkel moment, maar handelen over het passeren van de tijd.

## Werk in publieke collecties
Werk van Catherine Murphy, zoals tekeningen, litho's en schilderijen zijn opgenomen in de collecties van het Art Institute van Chicago; het Cranbrook Art Museum; de Musea voor Schone Kunsten van San Francisco; de Maxine & Stuart Frankel Foundation for Art; het Frye Art Museum; het Georgia Museum of Art; het Greenville County Museum of Art; het Hirshhorn Museum and Sculpture Garden; het Frances Lehman Loeb Art Center, het Vassar College; de Louis-Dreyfus Family Collection; het Metropolitan Museum of Art; het Museum of Fine Arts, Boston; het Museum van de Moderne Kunst; het Newark Museum; het New Jersey State Museum; de Openbare Bibliotheek van New York; de Phillips Collection; het Smithsonian American Art Museum en de Universiteit van Michigan.
Werk van Murphy werd in 2017/18 getoond in een dubbelexpositie The American Dream in het Drents Museum en in de Kunsthalle Emden.
- Gemeinsame Normdatei: 119421674
- International Standard Name Identifier: 0000 0000 7859 3644
- Library of Congress Control Number: n89613797
- RKD-Nederlands Instituut voor Kunstgeschiedenis: 58551
- Système universitaire de documentation: 197900909
- Union List of Artist Names: 500040908
- Virtual International Authority File: 10655652
- WorldCat: E39PBJx8DctPGWYC8M7wPg8cT3